# Нанді (матір Шаки)
Нанді КаБхебхе (бл. 1760 — 10 жовтня 1827 р.) — дочка Бхебхе, колишнього вождя Елангені та мати Шаки КаСензангахони, короля зулусів.

## Народження
Королева Нанді Мохлацане Бхебхе народилася в Мелмоті в 1760 році. Її батько був вождем народу Елангені (Млонго).

## Особисте життя
Нанді Бхебхе була завагітніла поза шлюбом від сина Джами, Сензангахони. Народ Млонго вимагав від Сензангахони відшкодування збитків за його нетрадиційний вчинок. Млонго звернувся до Джам, щоб вирішити цю справу. Нанді була в авангарді цієї справи та обговорення. Вона особисто вимагала 55 голів великої рогатої худоби як плату за завдані їй збитки, і стадо було доставлено народу Млонго. Джами та Сензангахона погодилися сплатити збитки, яких вимагали люди Млонго, щоб уникнути війни. З іншого боку, Сензангахона дійсно любив Нанді. Після того як Нанді народила сина Шаку, вона спочатку провела деякий час у краалі Сензангакхони, перш ніж її стосунки з Сензангакхоною погіршилися, що змусило її покинути краал. Нанді повернулася до свого народу, Млонго з Елангені, залишивши Шаку. Життя Шаки в краалі Сензангахони виявилося небезпечним, і нарешті його дядько Мудлі привіз його до Нанді в Елангені. За цей час Нанді довелося захистити сина від голоду, замахів і ворогів. Однак перебування Нанді в Елангені також виявилося небезпечним, тому вона пішла з сином жити серед народу Нчоло. Там вона зустріла Гендеяну, за якого вийшла заміж і мала сина Нґваді. Перебування Нанді серед Квабе було зовсім неприємним, і це змусило її покинути Квабе, щоб жити серед народу Мтетва на чолі з вождем Дінгісвайо каМохлацане. Мтетва тепло зустріла Нанді. Вона виявила, що це гарне місце, щоб виховувати своїх синів Шаку та Нґваді та дочку Номкобу. Її син Шака приєднався до полку Чве під проводом Бхузи. Саме серед мтетва Шака розробив військову тактику.

## Смерть
Королева Нанді Бебе померла від дизентерії 10 жовтня 1827 року. Її могилу можна знайти за межами Ешове, біля старої дороги Емпангені. Могила позначена Нанді. 11 березня 2011 року Комітет Млонго зустрівся в Ешоу з офісом Прем'єр-міністра КваЗулу-Наталю і Амафою, щоб завершити плани щодо могили принцеси Нанді поблизу Ешоу. Було домовлено, що в травні 2011 року відбудеться офіційне відкриття могили королеви Нанді Бхебхе після схвалення проектів, запропонованих людьми Млонго. Королева Нанді Бхебхе народилася в народі Млонго, і з цієї причини також було погоджено, що ім'я на могилі буде «Принцеса Нанді Млонго, мати короля Шаки». Народи Бхебхе та Млонго з еЛангені є одним народом. Прямі нащадки матері короля Шаки Нанді висловили невдоволення станом її могили, яка лежала без нагляду понад 200 років. Королівська родина зулу звинувачує в цьому уряд, оскільки, за їх словами, могили видатних людей є відповідальністю уряду. Спадщина Амафа, яка керує охоронними спорудами в провінції, незабаром поставить скульптуру, що символізує статус Нанді, щойно Млонго та королівська родина врегулюють свої розбіжності.
Незважаючи на важкі часи, які вони пережили разом, або, можливо, через них, Шака любив свою матір майже до обожнення.
За словами Дональда Морріса, Шака наказав не висаджувати зернових культур протягом наступного року трауру, не використовувати молоко (основа дієти зулу на той час), а будь-яку жінку, яка завагітніла, вбивати разом з її чоловіком. Щонайменше 7000 людей, які були запідозрені у тому, що недостатньо вбитими горем, були страчені, хоча вбивство не обмежувалося людьми: зарізали корів, щоб їхні телята знали, що таке втрата матері.
Те, що Морріс стверджує, походить із пам'яті Генрі Френсіса Фінна. Розповідь Фінна була заперечена деякими джерелами, стверджуючи, що вони були перебільшеними, оскільки він міг мати глибші мотиви. Попередні розповіді Фінна іноді були неточними та перебільшеними, що мало вирішальне значення для розвитку зулуської міфології. Багато з перших білих поселенців були неписьменними, за винятком кількох, які контролювали писемність. Цих письменників звинуватили в тому, що вони демонізують Шаку як фігуру з нелюдськими якостями, символом насильства й терору, щоб приховати свої власні колоніальні плани. Джуліан Коббінг також стверджує, що автори цих поселенців прагнули створити міф, який би «прикривав» колоніальні набіги на рабів у ХІХ столітті та загальне пограбування на субконтиненті та виправдовував захоплення землі.

## Подальше читання
- Bryant, Alfred T. (1929). Olden Times in Zululand and Natal. Longmans, Green and Co.
- Morris, Donald R. (1998). The Washing of the Spears: A History of the Rise of the Zulu Nation Under Shaka and Its Fall in the Zulu War of 1879. New York: Da Capo Press. ISBN 978-0-306-80866-1.
- Omer-Cooper, John D. (1969). The Zulu Aftermath: A nineteenth-century revolution in Bantu Africa. London: Longman. ISBN 978-0-582-64531-8.
- Ritter, E. A. (1955). Shaka Zulu: The Rise of the Zulu Empire
- Salmonson, Jessica Amanda (1991). The Encyclopedia of Amazons. Paragon House. p. 192. ISBN 1-55778-420-5
- Queens Nandi (c. 1764 — c.1827) and Monase (c. 1797—1880) by Maxwell Z. Shamase
- Benedict Carton, Professor Benedict Carton (2000), Blood from Your Children: The Colonial Origins of Generational Conflict in South Africa